# Dave Booth
Dave Booth (Darton, 2 ottobre 1948) è un allenatore di calcio ed ex calciatore inglese, di ruolo difensore.

## Caratteristiche tecniche

### Giocatore
Era un terzino sinistro.

## Carriera

### Giocatore
Tra il 1968 ed il 1972 ha giocato nel Barnsley, club della terza divisione inglese, con cui ha realizzato 8 reti in 164 partite di campionato. Si è poi trasferito al Grimsby Town, con cui ha giocato dal 1972 al 1978, trascorrendo le prime cinque stagioni in terza divisione e la sesta in quarta divisione, per complessive 200 presenze e 7 reti in partite di campionato con i bianconeri, impegnati nel campionato inglese di seconda divisione. Viene riconfermato anche per la stagione 1982-1983, nella quale conquista un quartultimo posto in classifica in campionato, con conseguente salvezza; evita la retrocessione del club anche nella Second Division 1983-1984, nella quale conquista un quinto posto in classifica. Nella Second Division 1984-1985 conquista invece un decimo posto in classifica, dimettendosi poi dall'incarico nel novembre del 1985.
Nel marzo del 1987 subentra sulla panchina del Darlington, nella terza divisione inglese, conquistando la salvezza; nella stagione 1988-1989 retrocede invece in terza divisione, ed il 13 febbraio del 1989 viene esonerato, con la squadra che era nei bassifondi della classifica della quarta divisione inglese.

### Allenatore
Terminata la carriera da giocatore, ha iniziato a lavorare come vice al Grimsby Town, club di cui nel gennaio del 1982 è diventato allenatore dopo il licenziamento di George Kerr, per il quale lavorava come vice.
Il suo incarico successivo da allenatore è nella nazionale del Brunei, che guida dal 1996 al 1998; tra il 2000 ed il 2003 è invece commissario tecnico della nazionale birmana. Tra il 2003 ed il 2004 allena gli indiani del Mahindra Utd, con cui nel 2003 vince la Coppa della Federazione indiana. Passa quindi ai vietnamiti del Khánh Hòa, club della prima divisione locale, che allena nel 2005. Nel 2006 allena invece per un periodo il BEC Tero Sasana, club della prima divisione thailandese, mentre nel 2007 allena il Club Valencia, club della prima divisione delle Maldive, con il quale gioca (e perde) una finale di Coppa delle Maldive.
Nel 2007 torna in India, al Mumbai, dove rimane per due anni, fino al 2009, vincendo nel 2008 la I-League 2nd Division ed allenando invece in prima divisione nella stagione successiva; a fine stagione ritorna al Mahindra United, dove allena fino al 2010, sempre nella prima divisione indiana. Lascia il club nel luglio del 2010 per diventare allenatore della nazionale del Laos, incarico che mantiene fino al dicembre del medesimo anno, quando si accasa ai thailandesi del Sisaket, che allena nel 2011.
Nel 2011 e nel 2012 allena i cambogiani del Phnom Penh Crown, con cui nel 2011 vince un campionato e raggiunge la finale della Coppa del Presidente dell'AFC, perdendola. Torna poi in India, al Salgaocar, che nella stagione 2012-2013 allena nella prima divisione indiana. Nel 2014 allena nuovamente per un breve periodo la nazionale del Laos, mentre nella stagione 2014-2015 allena il Lao Toyota, con cui vince anche un campionato laotiano nel 2015. Nel 2016 allena per un breve periodo il Khon Kaen Utd, in Thailandia; nello stesso anno passa a stagione in corso allo Lanexang Utd, con cui vince un ulteriore campionato laotiano. Nella stagione 2017-2018 allena l'Ozone, club della seconda divisione indiana.

## Palmarès

### Giocatore

#### Competizioni regionali
- Lincolnshire Senior Cup: 2

Grimsby Town: 1972-1973, 1975-1976

### Allenatore

#### Competizioni nazionali
- Football League Trophy: 1

Grimsby Town: 1981-1982
- Coppa della Federazione indiana: 1

Mahindra United: 2003
- I-League 2nd Division: 1

Mumbai: 2008
- C-League: 1

Phnom Penh Crown: 2011
- Lao League: 2

Lao Toyota: 2015
Lanexang United: 2016

#### Competizioni regionali
- Lincolnshire Senior Cup: 1

Grimsby Town: 1983-1984